# Ослобођење Пирота у Првом светском рату
Ослобођење Пирота у Првом светском рату представља једну од последњих фаза ослобођења Србије у Великом рату.

## Ратне операције
У наређењу команданата савезничких снага од 28. септембра, стоји да друга фаза ослобођење Србије треба да одведе на фронт Ниш - Софија - Пловдив. На захтев генерала Д'Епереа коњичка бригада генерала Жуина Гамбете прешла је код Велеса на десну обалу Вардара и преко планине Голешнице кренула у продор ка Скопљу. У ноћи 28. септембра су се коњаници окупили на излазу из масива на неколико километара од Скопља, без губитака и инцидената док непријатељ није имао појма о томе. 
Бугари су затражили преговоре о миру и прихватили постављене услове. Непријатељство је окончано 30. септембра 1918. године а непосредно после тога је командант савезничких снага упутио наређење српској Врховној команди у којој је стајало: "Све бугарске трупе које се налазе источно од Скопљанског меридијана имају се повући у Бугарску преко границе коју треба сматрати као демаркациону линију. С обзиром на још доста мутну унутрашњу ситуацију у Бугарској, засад нема користи да улазимо даље у бугарску територију. Биће довољно да извршимо, уколико је могуће разоружање и предају". 
Бугарски парламент је ратификовао примирје 2. октобра а следећег дана је краљ Фердинанд абдицирао у корист свог сина Бориса. 
Прва армија која је имала за наређење да иде према Нишу, имала је за задатак да разоружа све бугарске јединице на које наиђе у рејону Куманова и Страцина и да их пусти да одступе преко Криве Паланке а оне северно од Куманова упути правцем према бугарској граници. 
Капитулацијом Бугарске је завршена друга фаза солунске офанзиве и моравска дивизија се кретала према Нишу. 
Командант Прве армије сматрао је Лесковац својом пролазном станицом и 7. октобра је издао заповест да се крене према Пироту од правца Власотинца. Хтео је да нападне лево крило противника. Коњичка дивизија је обезбеђивала леви бок армија док је моравска дивизија надирала у центар. 11. октобра су настављене жестоке борбе а моравска дивизија је одбацила непријатеље на десну обалу Нишаве. Коњичка је послала Трећи пук ка Прокупљу а Гамбетина бригада је упутила патроле и ослободила Бабушницу и Пирот. 

## Ослобођење Пирота
Када је бугарска војска напустила Пирот 27. септембра 1918. године, грађани су основали Народну одбрану која је била успостављена српска власт а и организовали су одбор за дочек ослободилаца. 
На дан ослобођења 30. септембра, Пирот је био свечано украшен и пиротски ћилими су прекривали главну улицу с једног краја на други. Ослободиоци су ушли у град и били обасипани цвећем. 